# Desa Wringinanom (administrativ by i Indonesien, lat -7,70, long 113,97)
Desa Wringinanom är en administrativ by i Indonesien.   Den ligger i provinsen Jawa Timur, i den västra delen av landet, 800 km öster om huvudstaden Jakarta.